# Nationalkomitee für ein freies Europa

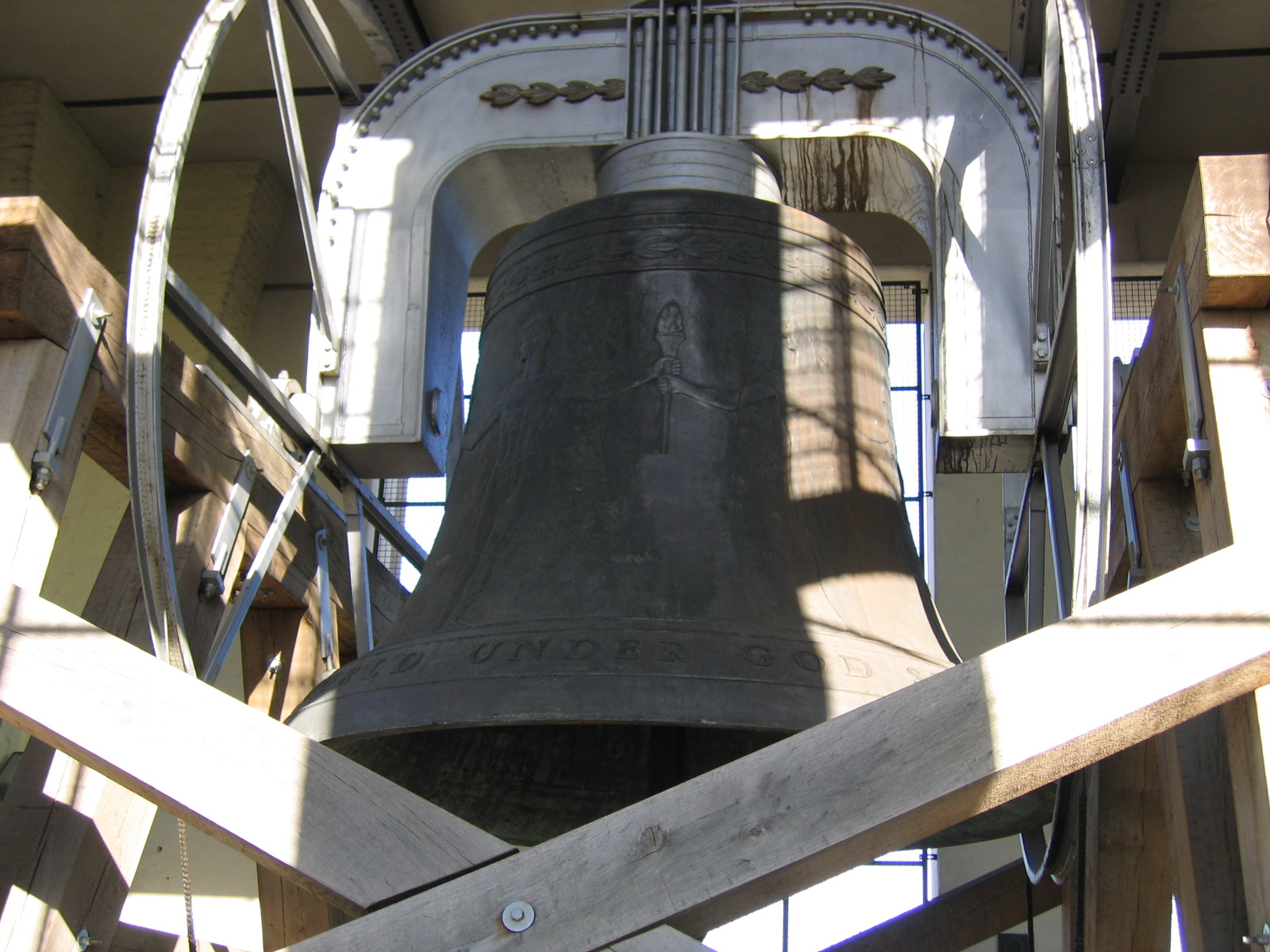
Berliner Freiheitsglocke

Das Nationalkomitee für ein freies Europa (engl. National Committee for a Free Europe) war eine US-amerikanische antikommunistische Organisation, die im Jahr 1949 in New York City gegründet wurde. Ihre Mitglieder setzten sich aus verschiedenen Nationalitäten zusammen, die Leitung bestand aus Charles Douglas Jackson, John Jay McCloy und Allen Welsh Dulles. 
Ziel war die Befreiung der nach dem Zweiten Weltkrieg unter sowjet-stalinistischem Einfluss stehenden Völker Europas.
Das Komitee betrieb ab Juli 1950 den Radiosender Radio Freies Europa. Löhne, laufende Ausgaben und technischen Einrichtungen wurden von der US-Regierung finanziert. Die CIA stellte dafür eine komplette, in Deutschland installierte Sendeanlage zur Verfügung. Nach Einschätzung von Bernd Stöver handelte es sich bei dem Sender um „die erste antikommunistische Station, die dezidiert für die Befreiung des sowjetisch kontrollierten Osteuropa gegründet und dafür bewusst aus dem Verantwortungsbereich der offiziellen US-Politik ausgegliedert worden war.“
Das Komitee schenkte den Bewohnern West-Berlins als Symbol der Freiheit die Freiheitsglocke, die seit 1950 im Rathaus Schöneberg hängt. Sie wurde nach ihrem Vorbild, der amerikanischen Liberty Bell geschaffen. Der Historiker Dominik Geppert bewertet dieses Geschenk als die „massenwirksamste Propaganda-Aktion“ des 1950 ins Leben gerufenen „Kreuzzug[s] für die Freiheit“ des Nationalkomitees im „auf Berlin fokussierten antikommunistischen Kampfgeist jener Jahre“.
Nach Einschätzung von Tim Weiner war das Komitee „eine der vielen Tarnorganisationen der CIA in den Vereinigten Staaten“.